# ルディ・ラムリ
ルディ・ラムリ（マレー語: Rudie Ramli、1982年5月15日 - ）は、マレーシアの元サッカー選手。元マレーシア代表。現役時代のポジションはFW。

## 選手歴
セランゴール州に生まれた彼はバイエルン・ミュンヘンの下部組織に所属した後、SVヴェーエンの下部組織に所属した。モハマド・ファジリ・サーリと共にトップチームに昇格、二人はマレーシア人選手として初めてドイツのクラブと契約を交わした選手となった。この時の契約は5ヶ月のセミプロフェッショナル契約であった。
翌2002年にセランゴールFAに加入、ここではルスディ・スパルマンとタッグを組んだ。

## 代表歴
U-23代表として2005年東南アジア競技大会サッカー競技に参加し、チームは銅メダルを獲得した。彼自身もこの大会で3得点を獲得している他方、カンボジアU-23代表戦ではレッドカードも獲得した。
A代表としては2006年2月19日に行われたニュージーランド代表戦で初出場となった。